# Tikehau

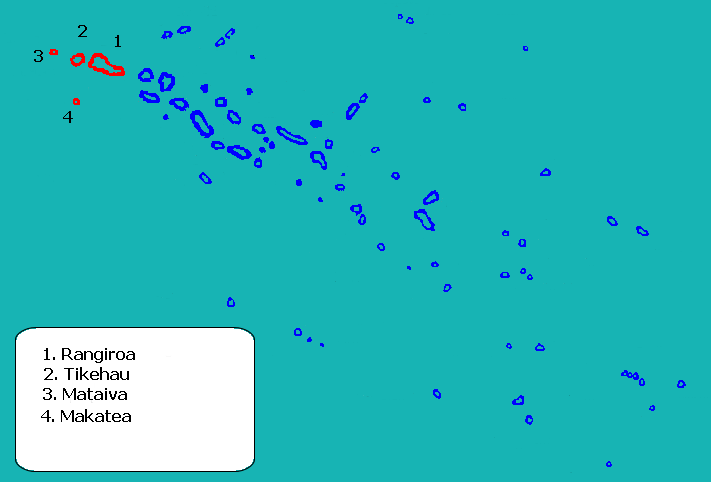
Localização do atol de Tikehau (2) na comuna de Rangiroa

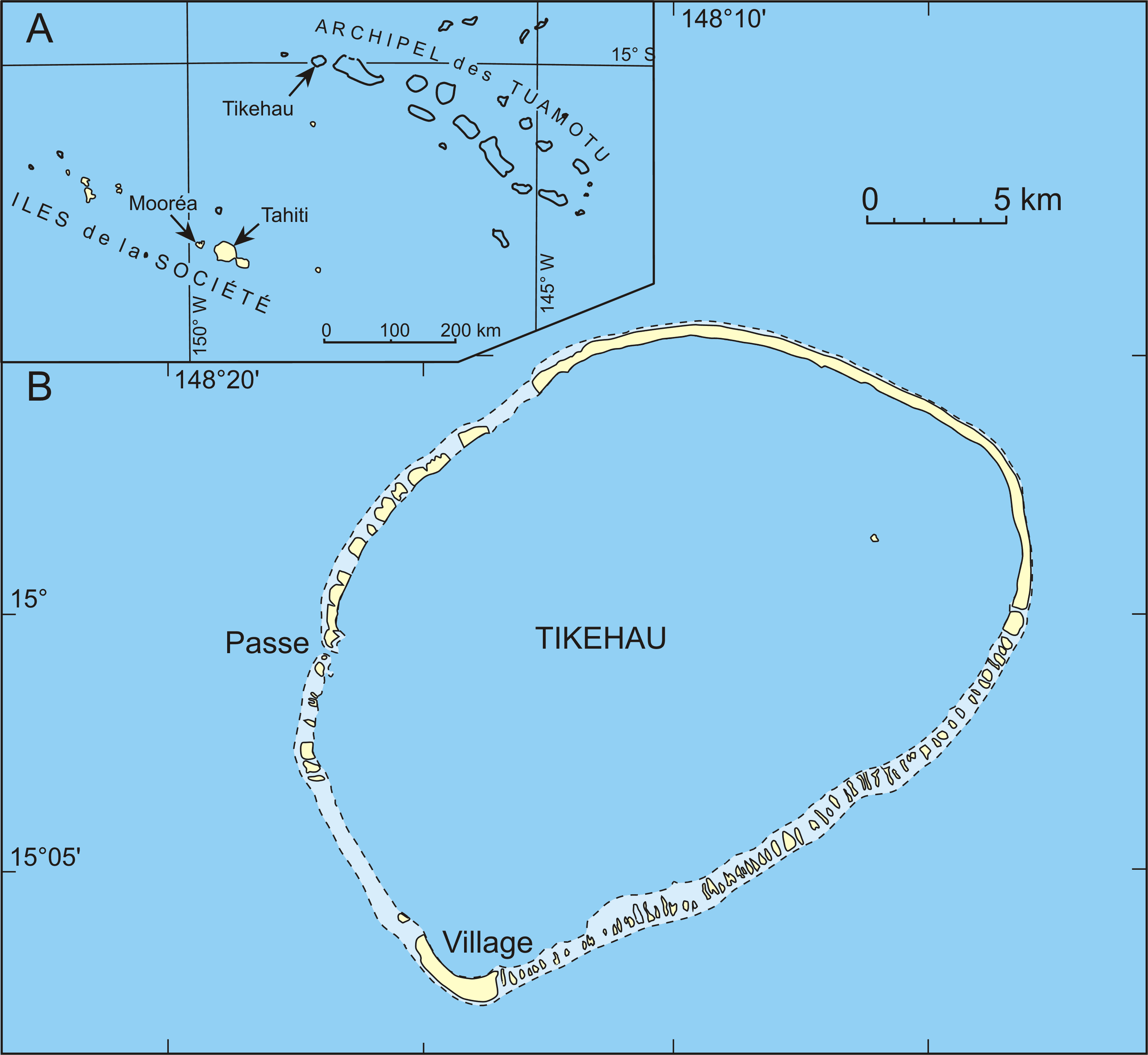
Localização do atol e mapa

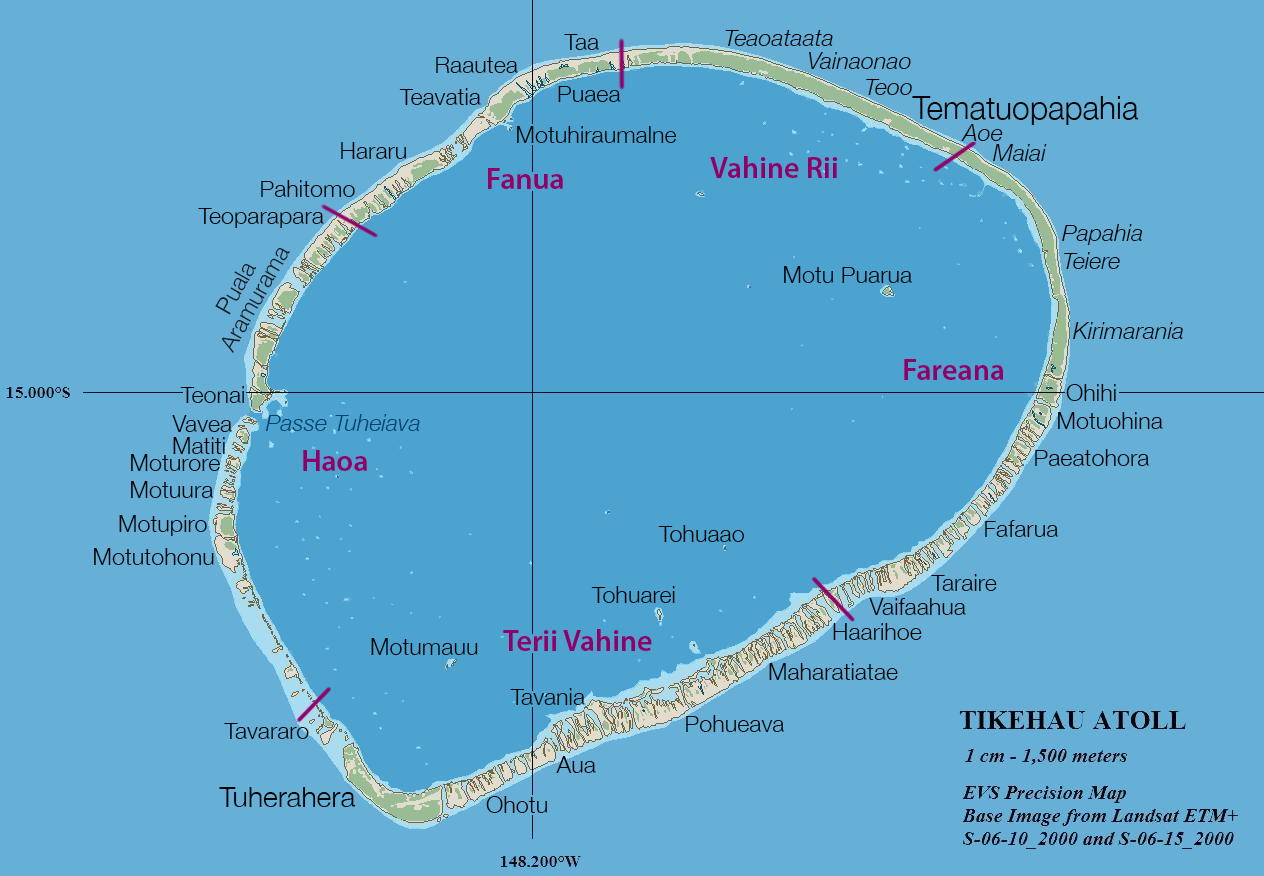

Tikehau é um atol com cerca de 100 ilhotas e pertencente ao arquipélago de Tuamotu, na Polinésia Francesa. Está situado a noroeste do arquipélago, a 12 km de Rangiroa. Administrativamente é uma comuna associada à comuna de Rangiroa.
Tikehau é um atol quase circular de 26 km de diâmetro e largura entre 300 e 1000 m, com uma só passagem para barcos pequenos. A superfície total emersa é de 20 km² e tem cerca de 100 ilhas pequenas. A altitude máxima é 8 m.
É considerado o atol com mais peixes das Tuamotu. Abundam raias, barracudas, atuns e tubarões-cinzentos. Também tem numerosas colónias de aves nos ilhéus no interior da lagoa. A economia é baseada na colheita de copra, na pesca para o mercado de Taiti, e no turismo. A vila principal é Tuherahera e a povoação total era de 507 habitantes no censo de 2007. É notável que entre esta povoação reduzida coexistam quatro denominações religiosas cristãs: a maioria sanito (ramo dissidente dos mórmones), protestantes, católicos e adventistas.
O nome Tikehau significa «aterragem para a paz». O atol foi descoberto pelo russo Otto von Kotzebue em 1816, que o designou em honra ao primeiro explorador russo do Pacífico, Krusenstern. A expedição de Charles Wilkes passou pelo atol em 1839.
O atol dispõe de um aeroporto (IATA: TIH, ICAO: NTGC) desde 1977.